# 古西赫鲁斯塔利内区
古西赫鲁斯塔利内区（俄语：Гусь-Хрустальный район）是俄罗斯联邦弗拉基米尔州下辖的一个区，其行政中心为古西赫鲁斯塔利内。据2016年统计，该区的人口为40430人。